# 5,6-다이메틸벤즈이미다졸
5,6-다이메틸벤즈이미다졸(영어: 5,6-dimethylbenzimidazole)은 천연 벤즈이미다졸 유도체이다. 5,6-다이메틸벤즈이미다졸은 코발트 원자의 리간드 역할을 하는 비타민 B12의 성분이다.
5,6-다이메틸벤즈이미다졸은 5,6-다이메틸벤즈이미다졸 생성효소에 의해 플라빈 모노뉴클레오타이드로부터 생합성된다.

## 같이 보기
- 벤즈이미다졸